# Warnung (Spieltheorie)
Mit Hilfe einer Warnung soll jemand eindringlich auf ein mögliches Risiko hingewiesen werden. Dazu muss die Warnung glaubhaft dargestellt werden. In der Spieltheorie wird die Warnung benutzt, um dem Gegner die Folgen seiner Handlungen aufzuzeigen.

## Definition Warnung in der Spieltheorie
Ein wichtiges Stichwort in der Spieltheorie ist der strategische Zug. Dies bedeutet, dass der Akteur eine Handlung festlegt, mit der er seinem Gegner zuvorkommt. Dabei muss er die Antwortreaktion seines Gegners abschätzen. Bei einem Spiel muss sich jeder Teilnehmer Gedanken über das Verhalten des anderen machen, da seine optimale Entscheidung davon abhängt. Weiterhin muss jeder Spieler berücksichtigen, dass die anderen bestimmte Erwartungen über sein Verhalten bilden.
Der Akteur kann für seine Handlung eine Information aussenden. Diese wird in der Spieltheorie als Warnung oder Beteuerung bezeichnet. In diesem Beitrag soll jedoch lediglich der Begriff Warnung betrachtet werden. Die Warnung ist ein Hinweis auf eine mögliche Gefahr, die – unter Umständen – noch verhindert werden kann. Der Akteur teilt lediglich seine Reaktion auf die Handlungen der anderen Partei mit.

## Abgrenzung von der Drohung
Die Warnung darf nicht mit der Drohung verwechselt werden. Die Drohung ist eine Antwortregel, nach der ein Akteur sich verpflichtet, andere zu bestrafen, die nicht mit ihm kooperieren. Eine Warnung hingegen wird eingesetzt, um andere über die Konsequenzen ihrer Handlungen zu informieren. Die Warnung hat in der Spieltheorie eher eine untergeordnete Rolle. Der Warnende möchte eine Verhaltensänderung bewirken, aber er kann diese nur bedingt beeinflussen. Dazu muss eine Warnung klar erkennbar sein und auf eine drohende Gefahr hinweisen. Mit der Warnung kann ein Akteur keine Handlung seines Gegners erzwingen, sondern nur über die Konsequenzen seines Tuns oder Nichtstuns informieren. Ihr kommt somit nur eine Informationsfunktion zu.

## Arten der Warnung

### Akustische Warnung
In einem Spiel kann der Gegenspieler z. B. mit folgenden Formulierungen gewarnt werden: „Gib acht!“; „Sei vorsichtig!“; „Pass auf!“; „Schau genau hin!“; „Sieh Dich vor!“; „Sei auf der Hut!“; „Halt!“; „Stopp!“. Oft genügen jedoch bloße Töne, wie beispielsweise ein Hupen oder Pfeifen, um seinen Gegner auf mögliche Konsequenzen aufmerksam zu machen.

### Optische Warnung
Hier kann beispielsweise mit Warnfarben oder Licht gearbeitet werden. Aber auch Zeichen, wie z. B. der Totenkopf oder das Ausrufezeichen geben eine bestimmte Signalwirkung an den oder die Spieler ab.

## Beispiele

### Warnung vor Swapgeschäften
Seit Juli 2008 macht das fränkische Familienunternehmen Schaeffler KG mit einer geplanten Übernahme des dreimal größeren DAX-Unternehmens Continental von sich reden. Zunächst kaufte Schaeffler 2,97 Prozent an Conti (ab 3 Prozent hätte dies öffentlich gemeldet werden müssen). Weitere 5 Prozent wurden der Schaeffler-Gruppe von einer Bank zugesichert. Um unbemerkt mehr Anteile zu erwerben, sicherte sich Schaeffler weitere 28 Prozent an Conti über sogenannte Swapgeschäfte unter der Leitung der Investmentbank Merrill Lynch. Dabei wurde nicht die spätere Lieferung von Aktien vereinbart, sondern ein Barausgleich. Folgende Warnung müsste Schaeffler an dieser Stelle gegeben werden:
Die Banken gehen kein Risiko ein. Sie erhalten von Schaeffler die Swap-Prämie und die Zinsen über die Laufzeit des Geschäfts. Die Banken kaufen oder sichern sich über Kaufvereinbarungen mit Dritten Conti-Aktien. Steigt der Kurs der Conti-Aktien, können sich die Banken den höheren Baranspruch von Schaeffler ausgleichen lassen.
Sinkt der Kurs, trägt Schaeffler das Risiko und muss die Differenz zwischen vorher festgelegtem Preis und dem niedrigeren Conti-Kurs ausgleichen.

### Warnung beim Schachspiel
Im Brettspiel Schach ist es das Ziel jedes Spielers, den gegnerischen König mit Hilfe einer eigenen Schachfigur zu schlagen. Dies wird auch als „den König schachmatt setzen“ bezeichnet. Das heißt, der gegnerische König ist in Gefahr, wenn er im folgenden Zug geschlagen werden würde. Es handelt sich hierbei um ein sequenzielles Spiel, bei dem die Spieler Entscheidungen treffen beziehungsweise Strategien wählen, um die zukünftigen Spielzüge des Gegners vorauszusehen und die optimale Reaktion auf die eigene Handlung abzuleiten. Allein der Ausruf „Schach“ ist eine Warnung an den gegnerischen Spieler, dass sein König in Gefahr ist. Der gegnerische Spieler muss auf dieses Schachgebot mit Abwehr reagieren, da er sonst beim nächsten Zug das Spiel verlieren würde. Folgender drei Möglichkeiten kann sich der Spieler bedienen:
1. Der König verlässt das bedrohte Spielfeld,
2. der Spieler schlägt die drohende Schachfigur oder
3. der Spieler stellt eine seiner Schachfiguren zwischen den König und die drohende Figur.

Kann mit keiner der drei Möglichkeiten auf die Warnung reagiert werden, hat der Spieler verloren.